# Logstash
Logstash — вільне та відкрите програмне забезпечення, конвеєр даних, що слугує для обробки значних об'ємів даних, зокрема журналів подій. Дозволяє збирати, аналізувати, фільтрувати, нормалізувати дані. Має більше 200 плагінів які дозволяють підключати велике число різних типів джерел або потоків даних.
Зазвичай використовується разом з Elasticsearch та Kibana: Logstash збирає дані (наприклад логи), обробляє їх, конвертує в JSON формат і зберігає в Elasticsearch, а Kibana використовується як фронт-енд клієнта до Elasticsearch.